# قريوت
قريوت  قرية فلسطينية من قرى الضفة الغربية وتتبع محافظة نابلس، ومن القرى التي احتلت في حرب 1967. وبلغ عدد سكانها 2,469 حسب تعداد العام 2006. تقوم على سميتها الكنعانية (قريوت) بمعنى (مدن).
قرر مجلس الوزراء الفلسطيني في 19 يناير 2016، فصل تجمع جالود إداريًا عن قريوت، واستحداث مجلس قروي جالود ليُدير شؤون القرية.

## الموقع
تقع إلى الجنوب الشرقي من مدينة نابلس 26 كم وإلى الشمال الشرقي من مدينة رام الله وتحيط بها قرى تلفيت وجالود والساوية واللبن الشرقية وترمسعيا في موقع متوسط من الضفة الغربية على ارتفاع 750 متر عن سطح البحر. و هي تابعة إداريا لـمحافظة نابلس.

## السكان
بلغ عدد سكانها عام 1922م حوالي 530 نسمة ارتفع إلى 930 نسمة عام 1945م، وفي عام 1967 بعد الاحتلال الصهيوني بلغ عددهم حوالي 939 نسمة ارتفع إلى 1600 نسمة عام 1987م. وعام 2007 وصل عدد السكان الي 2000 وفي عام 2012 وصل عدد السكان إلى 3400 مواطن.

### أصول السكان
يرجع أصول سكان القرية إلى الجزيرة العربية ويندرج سكانها تحت حمولتين وهما حمولة معمر وحمولة لبوم   وكما يذكرون أنهم يعودون بأصلهم إلى الحجاز. ومن أشهر العائلات في قريوت: المرادوه، بدوي، عازم، علان، معمر، كساب، عامر، مقبل، ذيب، موسى.

### أعلام بارزون
- تيسير خالد

## اعتداءات المستوطنين
في 27 أكتوبر اعتدى المستوطنين على نبع المياه الموجودة في القرية تحت حماية قوات الاحتلال، كما أن تم أغلاق الطرق المؤدية إلى نبع المياه في سواتر ترابية.